# رضا الوادي
رضا الوادي هو صحافي تونسي مدير تحرير مجلة الجيل الجديد و شغل في الثمانينات منصب كاتب عام مساعد مكلف بالنظام الداحلي في منظمة الشباب الاشتراكي الدستوري. من مؤلفاته : العمل الشبابي, 2008